# Teora
Teora ist eine italienische Gemeinde mit 1462 Einwohnern (Stand 31. Dezember 2023) in der Provinz Avellino in der Region Kampanien. Der Ort ist Teil der Comunità Montana Alta Irpinia.

## Geografie
Die Nachbargemeinden sind Caposele, Conza della Campania, Lioni und Morra De Sanctis.

## Verkehr
Der Haltepunkt Morra De Sanctis-Teora liegt einige Kilometer nördlich des Ortes an der im Personenverkehr nicht mehr bedienten Bahnstrecke Avellino–Rocchetta Sant’Antonio.

## Geschichte
Der Ort erscheint schon in griechischen und römischen Quellen ab dem ersten vorchristlichen Jahrhundert.
Die Stadt wurde mehrfach von schweren Erdbeben erschüttert, 1694, 1732 und zuletzt das Erdbeben in der Irpinia 1980.
Nach dem Wiederaufbau blieben viel Häuser leer und wurden ab 2020 in einer 1-Euro-Kampagne an Familien mit Kindern vermarktet.

## Persönlichkeiten
- Pascual de Rogatis (1880–1980), argentinischer Komponist